# Evarcha improcera
Evarcha improcera là một loài nhện trong họ Salticidae.
Loài này thuộc chi Evarcha. Evarcha improcera được Wanda Wesołowska & Antonius van Harten miêu tả năm 2007.